# Mischocyttarus cinerascens
Mischocyttarus cinerascens är en getingart som beskrevs av Zikan 1949. Mischocyttarus cinerascens ingår i släktet Mischocyttarus och familjen getingar. Inga underarter finns listade i Catalogue of Life.